# Джеймс Кегні
Джеймс Френсіс Кегні (англ. James Francis Cagney, Jr.; *17 липня 1899 — †30 березня 1986) — один з найбільш затребуваних акторів класичного Голлівуду, лауреат премії «Оскар» 1942 року за найкращу чоловічу роль. За підсумками XX століття Американський інститут кіномистецтва включив Кегні в десятку найвидатніших акторів в голлівудській історії. Саме йому в 1974 році присудили першу в своїй історії премію за видатний внесок у розвиток кіномистецтва.

## Біографія
Майбутній актор народився в сім'ї ірландця і норвежки на Манхеттані в окрузі Нижній Іст Сайд. У молодості працював офіціантом, співав у хорі, виконував жіночі ролі в ревю. У середині 1920-х років грав у водевілях з дружиною. Його помітили спочатку на Бродвеї, а потім і в Голлівуді.
У 1931 році Кегні підписав контракт зі студією Warner Bros. і покинув Нью-Йорк заради «фабрики мрій». Його п'ятою роллю у кіно став безжалісний гангстер у Ворог суспільства (1931) — фільм, який зробив зірками самого Кегні і його партнерку Джин Гарлоу.
Незважаючи на посередню зовнішність, Кегні з успіхом втілив у класичному Голлівуді характер «поганого хлопця». Хриплуватий розкотистий голос цього опецька видавав невичерпні запаси вибухового темпераменту. Все своє життя він боровся з нав'язаним йому типажем. Його акторський діапазон простягався від ролей в екранізаціях Шекспіра («Сон літньої ночі» Макса Рейнхардта) до сатиричних комедій («Один, два, три» Біллі Вайлдера). Свій єдиний «Оскар» він отримав за мюзикл «Янкі Дудль Денді» (1942).
Після невдалого режисерського досвіду в 1957 році Кегні почав рідко з'являтися в кіно. У 1970-і роки через проблеми зі здоров'ям він остаточно відійшов від роботи в кіно і написав книгу мемуарів. У 1981 році на запрошення Мілоша Формана виконав невелику, але яскраву роль у фільмі «Регтайм».
На похороні актора з проникливою промовою виступив його давній товариш, Рональд Рейган, який назвав його одним з найкращих акторів Америки. За два роки до цього Рейган вручив йому вищу цивільну нагороду США — Президентську медаль Свободи.

## Нагороди
- Президентська медаль Свободи
- «Оскар» (1942),

## Вибіркова фільмографія
- 1930 — Свято грішників / Sinners' Holiday
- 1930 — Ворота в пекло / Doorway to Hell
- 1931 — Розумні гроші / Smart Money
- 1931 — Ворог суспільства / The Public Enemy
- 1932 — Натовп реве / The Crowd Roars
- 1933 — Убивча леді / Lady Killer
- 1934 — До справи береться флот / Here Comes the Navy
- 1935 — Сон літньої ночі / A Midsummer Night's Dream
- 1935 — Фріско Кід / Frisco Kid
- 1936 — Нульова висота / Ceiling Zero
- 1938 — Ангели з брудними обличчями / Angels with Dirty Faces
- 1939 — Буремні двадцять / The Roaring Twenties
- 1941 — Полунична блондинка / The Strawberry Blonde
- 1942 — Янкі Дудл Денді / Yankee Doodle Dandy
- 1945 — Кров на сонці / Blood on the Sun
- 1949 — Білий гарт / White Heat
- 1961 — Один, два, три / (One Two Three) — К. Р. «Мак» Макнамара
- 1981 — Регтайм / Ragtime